# Michiko Shiokawa
Michiko Shiokawa (japonès: 古橋美知子)  (Matsue, 22 de gener de 1951) va ser una jugadora de voleibol japonesa que va competir durant la dècada de 1970.
El 1972 va prendre part en els Jocs Olímpics de Múnic, on guanyà la medalla d'or en la competició de voleibol.
En el seu palmarès també destaca una medalla de plata al Campionat del Món de voleibol de 1970.